# Rumanía en los Juegos Europeos de Bakú 2015
Rumanía participó en los Juegos Europeos de Bakú 2015 con una delegación de 146 deportistas. Responsable del equipo nacional fue el Comité Olímpico y Deportivo Rumano, así como las federaciones deportivas nacionales de cada deporte con participación.
El portador de la bandera en la ceremonia de apertura fue el tirador Alin Moldoveanu.

## Medallistas
El equipo de Rumanía obtuvo las siguientes medallas:
| Nombre                                                                       | Deporte            | Competición           |
| ---------------------------------------------------------------------------- | ------------------ | --------------------- |
| Oro                                                                          |                    |                       |
| Ana Maria Brânză                                                             | Esgrima            | Espada ind. F         |
| Ana Maria Brânză Simona Gherman Simona Pop Amalia Tătăran                    | Esgrima            | Espada por equipos F  |
| Andreea Chițu                                                                | Judo               | –52 kg F              |
| Plata                                                                        |                    |                       |
| Tiberiu Dolniceanu                                                           | Esgrima            | Sable ind. M          |
| Alin Badea Tiberiu Dolniceanu Iulian Teodosiu Mădălin Bucur                  | Esgrima            | Sable por equipos M   |
| Lavinia Panaete Bianca Gorgovan Dacian Barna Gabriel Bocșer Lucian Săvulescu | Gimnasia aeróbica  | Grupos                |
| Andreea Iridon                                                               | Gimnasia artística | Barra de equilibrio F |
| Roxana Borha Elena Meroniac                                                  | Piragüismo         | K2 500 m F            |
| Bronce                                                                       |                    |                       |
| Simona Gherman                                                               | Esgrima            | Espada ind. F         |
| Andreea Iridon                                                               | Gimnasia artística | Asimétricas F         |
| Marius Berbecar                                                              | Gimnasia artística | Paralelas M           |
| Daniela Hondiu                                                               | Sambo              | –60 kg F              |